# About Time
About Time is een Britse komediefilm uit 2013. De film is geregisseerd door Richard Curtis. Hij schreef ook het script. De opnames vonden plaats van 15 juni tot 22 augustus 2012 in Londen en Cornwall. Tijdens de film werd Zooey Deschanel voor de rol van Mary vervangen door Rachel McAdams wegens conflicten. De eerste trailer van de film werd uitgebracht op 14 mei 2013. De film bracht in het eerste weekend $ 1.076.250 op.

## Plot
Op 21-jarige leeftijd ontdekt Tim dat hij kan tijdreizen. Zijn vader vertelt dat alle mannen in de familie dit kunnen. Dit enkel door in een donkere ruimte vuisten te maken en te denken aan het moment waar ze heen willen gaan. Ze kunnen alleen teruggaan naar een moment dat ze zelf hebben meegemaakt. 
Tim besluit een vriendin te zoeken, maar dit is nog niet zo eenvoudig. Hij ontmoet uiteindelijk Mary (Rachel McAdams), maar door iemand anders te helpen met behulp van het tijdreizen heeft de ontmoeting niet meer plaatsgevonden. Nadat hij haar op een andere manier weet te ontmoeten, verovert hij uiteindelijk haar hart.

## Cast
- Domhnall Gleeson als Tim
- Rachel McAdams als Mary
- Bill Nighy als vader van Tim
- Lindsay Duncan als moeder van Tim
- Lydia Wilson als Kit Kat, de zus van Tim
- Tom Hollander als Harry
- Margot Robbie als Charlotte
- Zal Merrick als Jay
- Vanessa Kirby als Joanna